# 1998 en jeu
Chronologie du jeu
- 1994
- 1995
- 1996
- 1997
- 1998
- 1999
- 2000
- 2001
- 2002

Cet article présente les faits marquants de l'année 1998 concernant le jeu.

## Évènements

### Compétition
- 9 janvier : le Russe Anatoli Karpov remporte le championnat du monde « FIDE » d’échecs à Lausanne.
- Juillet : l’Américain Chris Martin remporte le VIIIe championnat du monde de Diplomatie à Chapel Hill devant ses compatriotes John Quarto-von-Tivadar et Mark Fassio.
- 7 novembre : le Japonais Takeshi Murakami remporte le XXIIe championnat du monde d’Othello à Barcelone.
- 13 décembre : le Français Arnaud Boirel remporte le XIVe Championnat de France de Diplomatie à Paris devant ses compatriotes Philippe Merlet et Benoît Clergeot[1].

## Sorties
- Zoff in Buffalo, Christwart Conrad, FX Schmidt